# Rauchzaglkogel
Der Rauchzaglkogel (auch Rauchzagelkogel, Rauchzagelkopf und Rauchzaglkopf) ist ein 1991 m ü. A. hoher Berg in der Ankogelgruppe der Zentralalpen im österreichischen Bundesland Salzburg.

## Lage und Umgebung
Der Rauchzaglkogel befindet sich in der Katastralgemeinde Remsach der Gemeinde Bad Gastein. Er gehört zum Nationalpark Hohe Tauern. Zu den Bergen in der Umgebung zählen der 2527 m ü. A. hohe Böcksteinkogel im Südosten, der 2529 m ü. A. hohe Palfner Seekogel im Südwesten sowie der 2492 m ü. A. hohe Graukogel, der 2231 m ü. A. hohe Hüttenkogel und der 2125 m ü. A. hohe Tannwandkogel im Westen. Richtung Norden fällt der Rauchzaglkogel zum Tal des Kötschachbachs ab. Am Reedsee im Südwesten steht die Reedseehütte, eine zur Ortschaft Bad Gastein gehörende Alpenvereinshütte.

## Geologie
In geologischer Hinsicht ist der Rauchzaglkogel von Granitgneis und Orthogneis geprägt. Im Norden, im Uferbereich des Kötschachbachs, finden sich Silt, Sand und Kies. Als Folge von Bergzerreißung ist der Rauchzaglkogel von breiten und tiefen Klüften durchsetzt.

## Flora
Besonders im Gipfelbereich finden sich Latschen-Buschwälder, die von Blockhalden unterbrochen sind. Darunter gibt es zum Teil Zirben-Wälder. Bis zu einer Seehöhe von etwa 1450 m ü. A. wachsen mitunter Tannen.